# Вафаев, Улугбек Назарович
Вафаев Улугбек Назарович (узб. Vafaev Ulugbek Nazarovich; род. 1 января 1967 года, Самаркандская область, Узбекская ССР, СССР) — узбекский экономист, финансист, правовед и государственный деятель, с 2020 года является депутатом Законодательной палаты Олий Мажлиса IV созыва.

## Биография
Улугбек Вафаев, родился 1 января 1967 года, в Самаркандской области. Окончил Самаркандский сельскохозяйственный институт, Ташкентский финансовый институт, Академию государственного и общественного строительства при Президенте Республики Узбекистан, Самаркандский государственный университет по специальностям экономист, финансист и правовед.
С 1999 по 2004 года был депутатом Жамбайского районного кенгаша народных депутатов. C 2005 по 2015 года был депутатом Законодательной палаты Олий Мажлиса Республики Узбекистан.
С 2020 года, также является депутатом Законодательной палаты Олий Мажлиса IV созыва. Является членом фракции Народно-демократической партии Узбекистана, а также является членом комитета по вопросам промышленности, строительства и торговли Республики Узбекистан.